# Игнатьевское сельское поселение (Приморский край)
Игнатьевское се́льское поселе́ние — сельское поселение в Пожарском районе Приморского края.
Административный центр — село Игнатьевка.

## История
Статус и границы сельского поселения установлены Законом Приморского края от 7 декабря 2004 года № 191-КЗ «О Пожарском муниципальном районе»

## Население
| 2005 | 2010 | 2011 | 2012 | 2013 | 2014 | 2015 |
| ---- | ---- | ---- | ---- | ---- | ---- | ---- |
| 881  | ↘757 | ↘753 | ↘742 | ↘725 | ↘717 | ↘706 |
| 2016 | 2017 | 2018 | 2019 | 2020 | 2021 |      |
| ↘694 | ↘688 | ↘671 | ↘644 | ↘643 | ↘623 |      |

## Состав сельского поселения
В состав сельского поселения входят 4 населённых пункта:
| № | Населённый пункт | Тип населённого пункта       | Население |
| - | ---------------- | ---------------------------- | --------- |
| 1 | Буйневич         | железнодорожная станция      | ↘6        |
| 2 | Емельяновка      | село                         | ↘60       |
| 3 | Игнатьевка       | село, административный центр | ↘513      |
| 4 | Ласточка         | село                         | ↘178      |

## Местное самоуправление
Администрация
Адрес: 692030, с. Игнатьевка, ул. Советская, 9. Телефон: 8 (42357) 38-7-17
Глава администрации
- Москалев Геннадий Николаевич